# 3-я Сараевская лёгкая пехотная бригада
3-я Сараевская лёгкая пехотная бригада (серб. Трећа сарајевска лака пјешадијска бригада) — легкопехотная бригада Армии Республики Сербской, состоявшая в Сараевско-Романийском корпусе и участвовавшая в Боснийской войне. Потеряла 454 человека убитыми из личного состава.

## Структура
Образована 25 февраля 1994 года путём объединения трёх бригад. В зону ответственности бригад входили общины Центр, Вогошча, Райловац, Српски-Стари-Град, Илияш и Илиджа. В состав 3-й Сараевской вошли:
- Кошевская лёгкая пехотная бригада (стала батальоном)
- Вогошчанская пехотная бригада (стала батальоном)
- Райловацкая пехотная бригада (стала батальоном)
- Благовацкий батальон
- Кривогалавацкий батальон
- Осиекский батальон
- Хрешанский батальон

20 октября 1994 года в распоряжение 3-й Сараевской бригады были переданы 5-й пехотный батальон и рота «Средне» 6-го пехотного батальона (оба из Илияшской бригады).
20 мая ежегодно в Зворнике проводятся памятные мероприятия в честь образования Илияшской, Илиджанской, Хаджичской, Райловацкой, Кошевской и Вогошчанских бригад. На мероприятиях отдаётся память солдатам Республики Сербской и мирным жителям, погибшим на войне.